# Out of Uganda
Pour plus de détails, voir Fiche technique et Distribution.
Out of Uganda est un film documentaire suisse réalisé par Rolando Colla et Josef Burri sur quatre jeunes LGBT en Ouganda. 

## Synopsis
Philip, Lynn, Hussein et Shammy vivent en Ouganda. Ils tentent de vivre malgré la répression qui s'abat sur les personnes LGBT, jusqu'à menacer leur vie. Ils espèrent vraiment refaire leur vie en Suisse, en demande d'asile.

## Fiche technique
- Titre original : Out of Uganda
- Réalisation : Rolando Colla et Josef Burri
- Scénario : Josef Burri, Rolando Colla
- Musique :
- Photographie : Ariel Salati, Patrick Betschart, Rolando Colla
- Son : Dieter Meyer, Ivo Schläpfer, Gianfranco Tortora
- Montage : Rolando Colla
- Production : Elena Pedrazzoli
- Sociétés de production : Peacock Film AG
Little Monster GmbH
- Société de distribution : Outplay Films
- Budget :
- Pays de production :  Suisse
- Langue originale : français, anglais, allemand
- Format :
- Genre : Comédie dramatique
- Durée : 105 minutes
- Dates de sortie :
  - France : 22 novembre 2023

## Production

### Genèse
Les réalisateurs expliquent que leur projet vient de la rencontre à Zurich avec des réfugiés africains venus demander de l'aide à QueerAmnesty. Ils ont voulu convaincre quelques-uns d'entre eux de témoigner, ainsi que des militants pour les droits LGBT en Ouganda.

## Récompenses et distinctions
- Mix Festival of LGBTQ+ Cinema and Queer Culture, Milan, 2023 : prix du meilleur documentaire[3],[4]

## Accueil critique
Pour Metro Weekly, « c'est un coup d'œil intime dans la vie de quelques personnes qui tentent de garder la tête au-dessus de l'eau alors que la haine se déverse […]. Cela peut réellement laisser un sentiment d'impuissance et briser le cœur […] ». 